# Ribeiro Gonçalves
Ribeiro Gonçalves är en kommun i Brasilien.   Den ligger i delstaten Piauí, i den östra delen av landet, 900 km norr om huvudstaden Brasília. Antalet invånare är 6 841.
Omgivningarna runt Ribeiro Gonçalves är huvudsakligen savann. Trakten runt Ribeiro Gonçalves är nära nog obefolkad, med mindre än två invånare per kvadratkilometer.